# Linia kolejowa Savenay – Landerneau
Linia kolejowa Savenay – Landerneau – francuska linia kolejowa o długości 300 km. Łączy Savenay (linia z Nantes) z Landerneau (linia Paryż-Brest). Jest wykorzystywana do prowadzenia pasażerskiego ruchu ekspresowego, regionalnego i podmiejskiego oraz do przewozów towarów. Linia była wybudowana pomiędzy 1862 a 1867 rokiem.